# Anuruddha
Anuruddha, ook Aniruddha en Anuruddha Thera, was een neef van Gautama Boeddha en werd een van zijn belangrijkste leerlingen. Hij werd omschreven als degene die het meest bekwaam was in het goddelijke oog (derde oog of toekomstvoorspelling).
Anuruddha was al een filosoof en werd mede daarom door Mahanama, zijn broer, ertoe aangezet om tot de boeddhistische Orde toe te treden, aangezien geen van de familieleden dat voordien had gedaan. Samen met verschillende anderen waaronder Upali, een van zijn beste vrienden die vaak bij hem was, gingen ze eerst zeven dagen samenwonen om van hun luxe leven te herstellen en vervolgens sloten ze zich aan bij de Orde.
Hij werd door Sariputta onderwezen en een van de onderdelen was de acht gedachten van een grote man. De eerste zeven waren geen probleem, maar de achtste lukte hem naar niet. Gautama Boeddha heeft hem toen onderwezen en daarna bereikte hij snel verlichting.
Anuruddha was bijzonder bekwaam in het goddelijke oog en hij wist wanneer Gautama Boeddha zou overlijden. Hij was ook bij hem aanwezig en bleef kalm en rustig in tegenstelling tot Ananda die het hem erg aantrok.
Een vreemd detail over Anuruddha is dat hij bijna nooit sliep. Boeddha heeft hem een keer opgezocht en hem verteld dat slapen heel goed was en het toch moest doen. In zijn latere leven sliep hij een paar uurtjes, maar hij stond bekend als een slechte slaper. Volgens de legende overleed hij op 115-jarige leeftijd in Veluvagama.